# JAC Refine S4
La JAC Refine S4 (chiamata anche JAC T60 e JAC Sei 4 in America Latina) è un'autovettura di tipo crossover SUV prodotta dalla casa automobilistica cinese JAC Motors dal 2018.

## Descrizione
Lanciata il 30 ottobre 2018, la Refine S4 è stata messa in vendita sul mercato cinese a novembre 2019 con il sottomarchio Refine dalla JAC Motors. La vettura è un crossover di medie dimensioni che va a posizionarsi leggermente sopra la compatta Refine S3 e sotto la Refine S5.
Al lancio sono disponibili due motorizzazioni entrambi a quattro cilindri benzina: un turbo da 1,5 litri da 150 CV (110 kW) e un aspirato da 1,6 litri da 120 CV (88 kW), abbinato a un cambio manuale a 6 marce o ad uno a variazioni continua CVT.
Dal settembre 2019 la Refine S4 viene prodotto in Messico, nello stabilimento di Ciudad Sahagún; la versione messicana è stata ribattezzata JAC Sei 4. All'inizio di dicembre 2019 la vettura è stata introdotta sul mercato brasiliano con il nome di JAC T60.

## JAC iEVS4

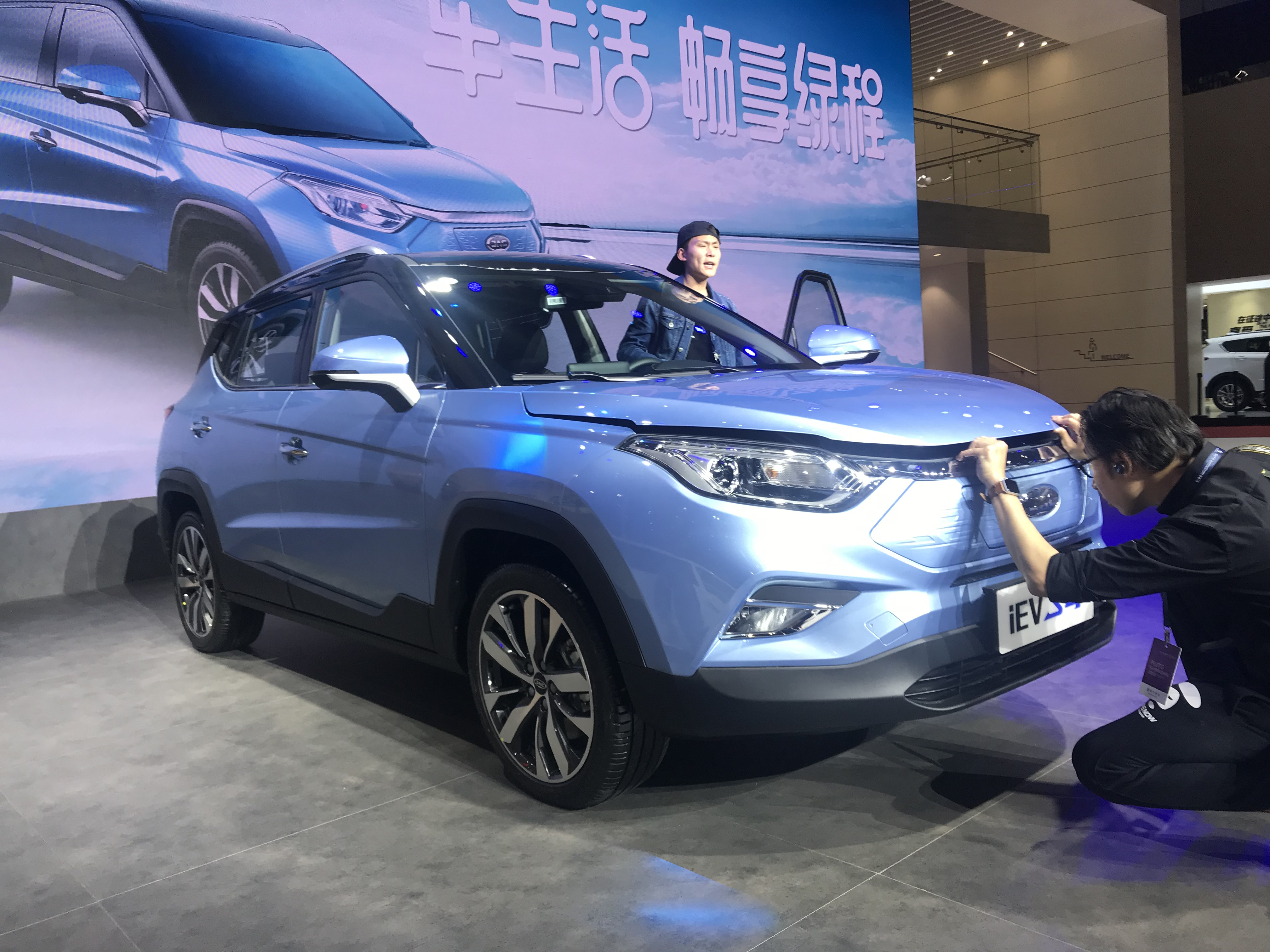
JAC Refine iEVS4

La iEVS4 è stata presentata nell'aprile 2019 al Salone dell'Auto di Shanghai. La versione elettrica è stata esportata anche sul mercato austriaco e presenta in occasione dell'Autoshow di Vienna nel gennaio 2020.
La vettura rappresenta la versione elettrica della Refine S4, caratterizzata stesso design della carrozzeria con alcune piccole modifiche e differenze nella parte anteriore, tra cui l'assenza della griglia frontale, sostituita da una carenatura in plastica in tinta con la carrozzeria.
L'iEVS4 è disponibile in tre diverse versioni, con tre livelli di autonomia da 355 km, 402 km e 470 km. La versione da 355 km è dotata di una batteria da 55 kWh, la versione da 402 km da 61 kWh e la versione da 470 km da 66 kWh.
Il tempo di ricarica attraverso un caricatore rapido per passare dallo 0 fino all'80% della batteria è di 45 minuti per la versione da 355 km, 30 minuti per la versione da 402 km e 40 minuti per la versione da 470 km. Il tempo di ricarica standard è di 9,5 ore per la versione da 355 km, 10,5 ore per la versione da 402 km e 11 ore per la versione da 470 km. Tutte le versioni sono equipaggiate con un motore elettrico asincrono a magneti permanenti da 110 kW con una coppia di 330 Nm, posizionato frontalmente al posto di quello endotermici, che alimentano le ruote anteriori.